# Marcel Broodthaers

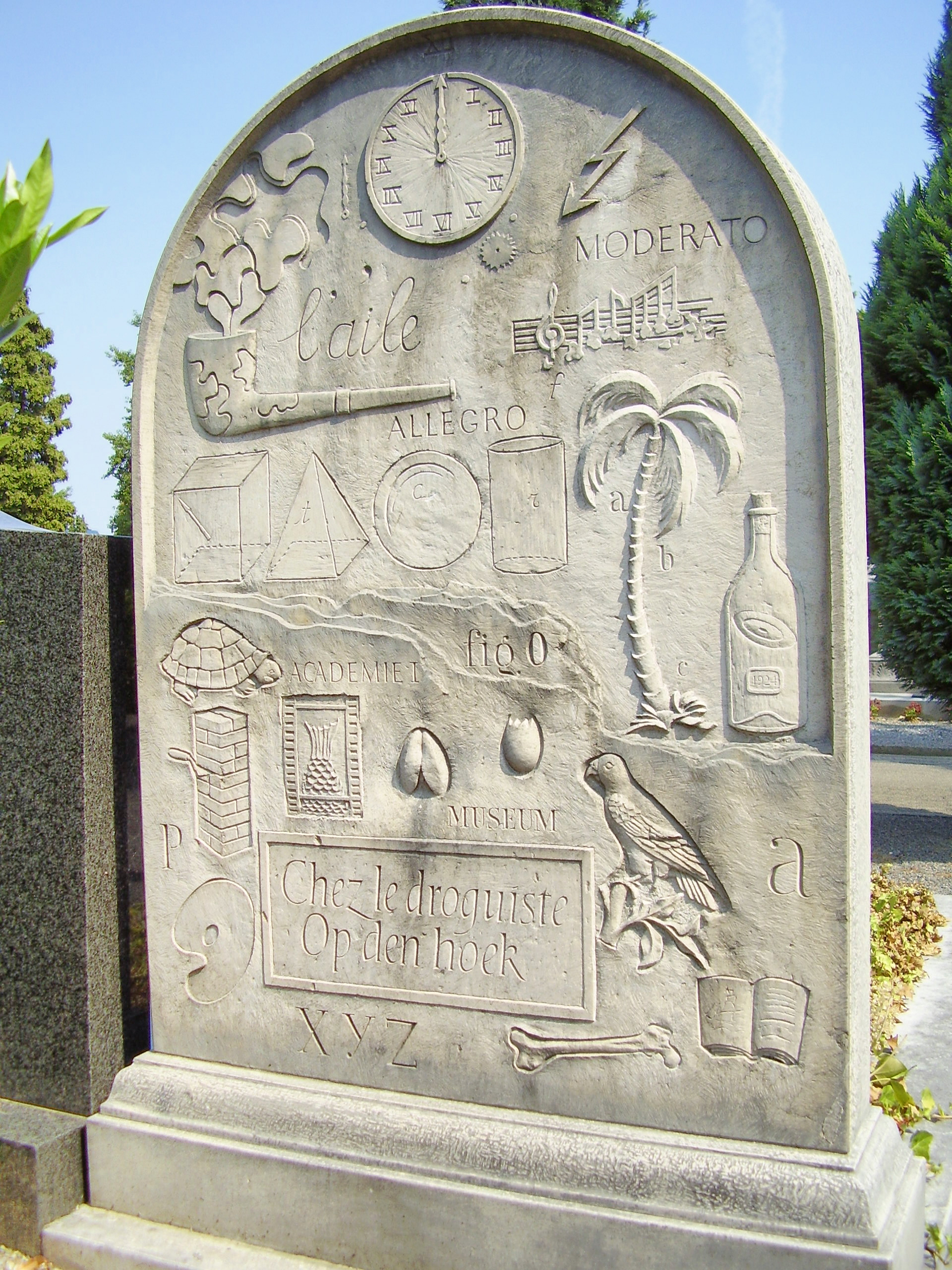
Tumba de Marcel Broodthaers, Cementerio de Ixelles.

Marcel Broodthaers (Saint-Gilles (Bruselas), 28 de enero de 1924 - Colonia (Alemania), 28 de enero de 1976) fue un poeta, cineasta y artista belga. Fundó el célebre Museo de Arte Moderno (MoMA): Departamento de las Águilas en 1968. Su primera sede oficial fue la propia casa de Broodthaers, en Bruselas, aunque, como era de esperarse de un museo tan peculiar, no tardó en convertirse en una institución nómada, trasladándose allá donde el artista decidiera desplegar las águilas.

## Vida y carrera
Broodthaers nació en Bruselas. En 1945 se asoció al Groupe Surréaliste-revolutionnaire y alternó trabajos en periodismo, cine y poesía. Tras 20 años de dificultades tratando de sobrevivir como poeta, a finales de 1963 tomó la determinación de hacerse artista plástico. Comenzó con un acto simbólico, hundiendo cincuenta copias que habían quedado sin vender de su libro de poemas Pense-Bête en yeso, creando su primer objeto artístico. Poco después, en 1964, escribió un famoso prólogo para el catálogo de su primera exposición:

Yo también me pregunté si no podría vender algo y tener éxito en la vida. Durante cierto tiempo no fui bueno en nada. Tengo cuarenta años... Finalmente la idea de crear algo insincero cruzó mi mente y me puse a trabajar inmediatamente. Después de tres meses mostré lo que había producido a Philippe Edouard Toussaint, dueño de la Galerie St Laurent. ''Esto es arte''  dijo, ''y lo expondré encantado.'' ''De acuerdo'', respondí. Si vendo algo, se queda un 30%. Parece que estas son las condiciones habituales; algunas galerías se quedan un 75%. ¿Qué significa todo esto? En realidad son objetivos.

Broodthaers hizo su primera película en 1957, y hasta 1967  produjo más de 50 cortometrajes, comprendiendo documentales, narrativa y estilos experimentales.
Más tarde trabajó principalmente con objetos encontrados y collage, conteniendo a menudo textos escritos. Incorporó el lenguaje a su arte y utilizó cualquier cosa que tenía a mano como material de sus creaciones (cáscaras de huevos y mejillónes, mobiliario, ropa, herramientas de jardín, objetos caseros y reproducciones de obras de arte).
En Torre Visual (1966), Broodthaers presentó una torre circular de madera con siete pisos. Ubicó en cada nivel vasos de cristal idénticos, y en cada vaso una imagen igual tomada de una revista ilustrada, un ojo de mujer joven. Para Superficie de mejillones (con bolsa) (1966), pegó mejillones en un tablero cuadrado; en 1974 el artista añadió un gancho de metal en el centro para sujetar una bolsa de la compra llena de conchas de mejillón.
De 1968 a 1975 Broodthaers produjo piezas de escala monumental situadas en lugares abiertos que revisan la idea tradicional de museo. Su obra más destacada fue una instalación que comenzó en su casa de Bruselas, a la que llamó Musée d'Arte Moderne, Département des Aigles (1968). Esta instalación fue seguida de más de once eventos del "Museo", como los mostrados en la Kunsthalle de Düsseldorf en 1972 y en la Documenta 5 en Kassel en 1972. En 1970 Broodthaers concibió la Sección Financiera, que implicaba un intento de vender el museo "debido a la bancarrota". La venta estuvo anunciada en la portada del catálogo de la Art Cologne de 1971, pero no hubo ningún comprador. Como parte de la Sección Financiera, el artista también produjo una edición de lingotes de oro donde estaba estampado el emblema del museo, un águila, símbolo de poder y victoria. Los lingotes se vendieron para conseguir dinero para el museo, en un coste calculado en el doble del precio de mercado del oro, teniendo en cuenta el sobrecargo que se les aplicaría como obras de arte.
En 1975 Broodthaers presentó la exposición "L'Angelus de Daumier" en el Centre National d'Arte Contemporain de París, en el cual cada sala tenía el nombre de un color. En la Salle Blanche (Sala Blanca), se mostró una copia a escala de una habitación de la casa de Broodthaers en Bruselas; las paredes de madera de la estancia vacía estaban cubiertas con palabras impresas en francés -museo, galería, aceite, tema, composición, imágenes, privilegio- con la pretensión de examinar "la influencia del lenguaje en las percepciones y la manera en que los museos afectan a la producción y consumo de arte". En tales trabajos el artista se relaciona con corrientes de finales del siglo XX como la Instalación artística y la Crítica institucional, en las que se enfatiza el análisis de las relaciones entre artista, obra y museo.
Desde 1969, Broodthaers vivió entre Düsseldorf, Berlín y Londres. Murió de una enfermedad hepática en Colonia (Alemania) el día de su 52 cumpleaños. Está enterrado en el Cementerio de Ixelles, bajo una lápida que él mismo diseñó.

## Exposiciones
En 1980 tuvo lugar la exposición "Marcel Broodthaers"  organizada por la Tate Gallery de Londres. Otras importantes retrospectivas del artista se han celebrado en el Walker Art Center (1989), Museo de Arte Contemporáneo, Los Ángeles (1989); Carnegie Museum of Art, Pittsburgh (1989); Jeu de Paume, París (1991) junto con el Museo Nacional Reina Sofía de Madrid (1992); y Palais des Beaux Arts, Bruselas (2000). Una importante monográfica de sus películas, "Marcel Broodthaers: Cinéma", se mostró en Fundació Antoni Tàpies, Barcelona; Centro Galego de Arte Contemporánea, Santiago de Compostela, y Kunsthalle Düsseldorf (1997). En 2010, una exposición de grandes obras se mostró en la Michael Werner Gallery de Nueva York. La obra de 1975 "Decor: A Conquest" fue exhibida en 2013 en la Michael Werner Gallery de Londres.
Ha habido numerosas exposiciones conjuntas de su obra, incluyendo las Documenta 10, 7 y 5 de Kassel (1997, 1982, y 1972).

## Obras de referencia
- Buchloh, Benjamin (ed.), Broodthaers. Writings, Interviews, Photographs, Cambridge, Massachusetts, London: 1988
- Borgemeister, Rainer: Marcel Broodthaers traversant. Versuch einer Werkmonographie, Bochum: 1996
- Dickhoff, Wilfried (ed.), Marcel Broodthaers. Interviews & Dialogue 1946–1976, Cologne: 1994
- Dickhoff, Wilfried (ed.), Marcel Broodthaers, Tinaia Box Nr. 9, Cologne: 1994
- Folie, Sabine, Mackert, Gabriele (ed.), Marcel Broodthaers. Po(li)etique, Kunsthalle Wien (cat.), Vienna: 2003
- Hakkens, Anna (ed.), Marcel Broodthaers par lui-même, Gent: 1999
- König, Susanne, Marcel Broodthaers. Musée d'Art Moderne, Département des Aigles, Berlín 2012
- Rosalind Krauss, A Voyage on the North Sea, Zürich/Berlin: diaphanes, 2008, ISBN 978-3-03734-003-5.
- Moure, Gloria (ed.), Marcel Broodthaers. Collected Writings, Barcelona: Ediciones Poligrafa, 2012
- Zwirner, Dorothea, Marcel Broodthaers, Cologne: 1997